# Katarina Michel
Katarina Michel (* 1964) ist eine slowakische Schriftstellerin und Fernsehmoderatorin.

## Leben und Wirken
Katarina Michel studierte an der Comenius-Universität Bratislava, wo sie den Titel einer Doktorin der Philosophie erwarb. Danach war sie als Moderatorin für den Fernsehsender Slovenská televízia tätig. Sie setzte sich mit den Lehren des britischen Arztes Edward Bach auseinander und gründete 1996 das ‚Bach-Center’ in Prag. Auch arbeitete sie in der Verlagsbranche. Im deutschsprachigen Raum wurde Katarina Michel durch mehrere Bücher über Themen der Lebenshilfe und Gesundheit bekannt. Sie ist mit dem Schriftsteller Peter Michel verheiratet, mit dem sie ebenfalls mehrere Bücher herausbrachte, Spontanheilung und 12 Gesetze der Heilung.

## Werke
- Den Mutigen gehört die Welt. Aquamarin-Verlag, Grafing 2009, ISBN 978-3-89427-478-8
- Wer liebt, hat mehr vom Leben. Eine Ermutigung für abenteuerlustige Frauen. Crotona, Amerang 2010, ISBN 978-3-86191-001-5.
- Top 10 Bach-Blüten: Schnelle Hilfe für die kleinen Nöte des Alltags. Koha, Burgrain 2012, ISBN 978-3-86728-205-5.
- Was hat sie, was ich nicht habe? Zehn Wege aus der Eifersuchtsfalle. Mit einem Vorwort von Ruth Maria Kubitschek. Aquamarin-Verlag, Grafing 2014, ISBN 978-3-89427-656-0.